# С тех пор как вы ушли
«С тех пор как вы ушли» (англ. Since You Went Away) — один из наиболее значимых военных кинофильмов 1940-х годов режиссёра Джона Кромвелла. В главной роли задействована Клодетт Кольбер. Экранизация романа «С тех пор как ты ушёл: Письма солдата к своей жене» Маргарет Бюлль Уайлдер.
Сюжет ленты, длящейся почти три часа, крутится вокруг обычной американской семьи и её хозяйки, миссис Хилтон, муж которой, Тим, ушёл на войну. Как отмечали кинокритики, наиболее неожиданным и интересным решением продюсера фильма Дэвида Селзника был выбор на роли любовников актёров Дженнифер Джонс и Роберта Уокера, которые на тот момент состояли в официальном браке.
Фильм был выдвинут в девяти номинациях премии «Оскар»: «Лучший фильм», «Лучшая женская роль» (Клодетт Кольбер), «Лучшая мужская роль второго плана» (Монти Вулли), «Лучшая женская роль второго плана» (Дженнифер Джонс), «Лучшая музыка» (Макс Стайнер), «Лучшая операторская работа» (Стэнли Кортес, Ли Гармс), «Лучшие визуальные эффекты», «Лучшая работа художника-постановщика» (Марк-Ли Кирк, Виктор А. Ганджелин) и «Лучший монтаж», но выиграл всего одну статуэтку — за лучшую музыку Максу Стайнеру.

## Сюжет
Действие фильма происходит в 1940-х годах в небольшом американском городке. Пока супруг Тим сражается на фронте за мир в своей стране, миссис Энн Хилтон (Клодетт Кольбер) разбирается с внезапно навалившимися на неё домашними проблемами. Чтобы в доме не пустовало спальное место, она берёт квартиранта, полковника Уильяма Смолетта (Монти Вулли). Семейный бюджет серьёзно ограничен, многие продукты находятся в дефиците. Всё это кажется миссис Хилтон незначительными мелочами, когда она узнаёт, что у её дочери Джейн (Дженнифер Джонс) роман с внуком полковника, Уильямом (Роберт Уокер).

## В ролях
| Актёр            | Роль                          |
| ---------------- | ----------------------------- |
| Клодетт Кольбер  | миссис Энн Хилтон             |
| Дженнифер Джонс  | Джейн Дебора Хилтон           |
| Джозеф Коттен    | лейтенант Тони Уиллетт        |
| Ширли Темпл      | Бриджет Хилтон                |
| Монти Вулли      | полковник Уильям Дж. Смоллетт |
| Лайонел Берримор | священник                     |
| Роберт Уокер     | капрал Уильям Дж. Смоллетт    |
| Хэтти Макдэниел  | Фиделия                       |
| Агнес Мурхед     | миссис Эмили Хоукинс          |
| Алла Назимова    | Зофья Кословска               |
| Гай Мэдисон      | моряк (в титрах не указан)    |
| Ирвинг Бейкон    | бармен (в титрах не указан)   |

## Критика
Фильм собрал смешанные отзывы от мировых кинокритиков, которые, по большей части, отмечали чрезмерную сентиментальность и нереалистичный сюжет, присущие картине:
- «Сентиментальная пропаганда Второй Мировой» — Боб Блум, Journal and Courier[3]
- «Замечательно сделанная военная драма со звёздным составом» — Кен Ханке, Mountain Xpress[3]
- «Я лелеял эти три часа, что шёл фильм, так как он дал мне время, чтобы понять всех персонажей, и, возможно, даже полюбить их» — Майкл В. Филлипс-младший, Goatdog Movies[3]